# Bomberman Story DS
No confundir con el juego Bomberman Story, perteneciente a Game Boy Advance.
Bomberman Story DS es un videojuego de puzles y acción RPG desarrollado por Hudson Soft y distribuido por Hudson Soft y Rising Star Games para Nintendo DS, habiendo sido anunciado en la Conferencia de Nintendo de 2005. Rising Star Games fue quien realizó la versión para Europa y Australia traduciéndola al inglés, no habiendo llegado el juego al mercado de Estados Unidos.
El juego cuenta con la posibilidad de conectarse a la Conexión Wi-Fi de Nintendo al igual que otros juegos de Bomberman como Bomberman Land Touch! 2, con el que comparte un servicio conocido como "Bomberman Battle Pack 2" y con el cual pueden conectarse ambos juegos mediante conexión local inalámbrica y en las batallas por Wi-Fi.

## Historia
Bomberman es un agente especial contratado por el "Departamento de Justicia" con el fin de recuperar unos datos científicos robados. Más tarde se descubre que el Profesor Xeal y "Los Señores de la Galaxia" estuvieron involucrados en la pérdida de estos datos, comenzando entonces Bomberman su último viaje.

## Multijugador
Bomberman Story DS tiene la posibilidad de conectarse mediante conexión local inalámbrica con hasta un máximo de 8 jugadores. También puede conectarse a la Conexión Wi-Fi de Nintendo al igual que Bomberman Land Touch! y Bomberman Land Touch! 2, aunque esta vez con un máximo de 4 jugadores.
Es posible conectar el juego de Bomberman Story DS con el juego Bomberman Land Touch! 2 mediante conexión local inalámbrica y mediante la Conexión Wi-Fi de Nintendo gracias a la característica del "Bomberman Battle Pack 2" que ambos juegos poseen. Sin embargo, no es posible conectar el juego con el primer título de Bomberman Land Touch!, a pesar de que también dispone de conexión Wi-Fi, debido a que este juego carece del "Bomberman Battle Pack 2".

## Personajes
- Cheerful White: Siendo el personaje principal del juego, más conocido como White Bomberman o simplemente como Bomberman, ha sido llamado por el Profesor Ein de parte del Departamento de Justicia para ayudarle a recuperar importantes datos científicos que le han sido robados. Cheerful White es un héroe reconocido que siempre hace lo posible por salvar la galaxia.

- Profesor Ein: Es un gran científico y uno de los investigadores más importantes del Departamento de Justicia. Es él quien generalmente le transmite a Cheerful White las misiones y el único personaje en el juego (aparte de Cheerful White) que ha aparecido anteriormente en un juego de Bomberman.